# Växelväljare

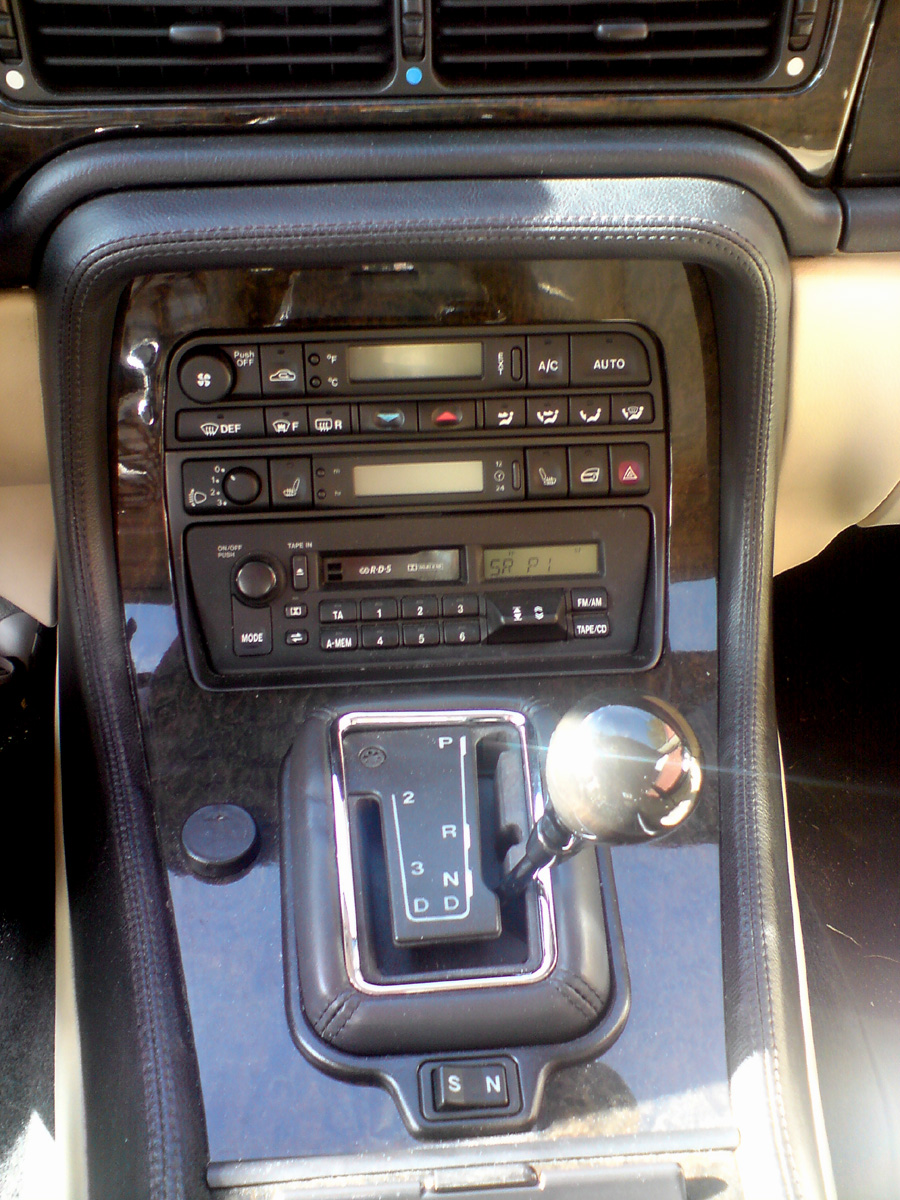
Växelväljaren till denna Jaguar XJ kallas J-gate och har ett parallellt spår till vänster som används för de numrerade lägena.

Växelväljare kallas ofta växelspaken till automatiska växellådor. Den används för att välja mellan de körlägen som finns för automatlådan. Dessa är, i nämnda ordning, P för parkering, R (av engelskans reverse) för backning, N för neutral, samt D (av engelskans drive) för normal körning. Utöver dessa standardlägen brukar det även följa numrerade lägen som kan användas för att hindra växellådan från att växla upp till en viss växel. Dessa lägen kan till exempel användas för motorbromsning och för att tvinga fram en nedväxling inför en omkörning. Läget 3 betyder att växellådan inte får växla till en högre växel än den tredje.
Av säkerhetsskäl brukar det ofta krävas att bromspedalen trycks ned för att växelväljaren ska kunna flyttas från P-läget. För att förhindra oavsiktliga rörelser av växelväljaren finns det vanligen andra spärrar i någon form, antingen en knapp på växelspaksknoppen som behöver tryckas ned eller att spaken löper i en kuliss som kräver att spaken förs i sidled för att kunna förflyttas, ibland även en kombination av dessa lösningar.
På moderna bilar med automatlådor förekommer det att spaken när den är i D-läget kan föras åt sidan till ett separat spår som löper parallellt med det vanliga spåret. Med väljaren i det spåret kan föraren växla manuellt på ett sätt som påminner om en sekventiell växellåda genom att föra den återfjädrande spaken framåt eller bakåt. Detta förekommer ibland i kombination med knappar eller spakar bakom ratten för upp- eller nedväxling.